# 第42回日本アカデミー賞
第42回日本アカデミー賞は、2019年（平成31年）3月1日に授賞式が行われた日本の映画賞。優秀賞と新人俳優賞は1月15日に発表された。平成最後の日本アカデミー賞である。

## 授賞式司会
- 西田敏行（俳優、日本アカデミー賞組織委員会副会長）
- 蒼井優（女優、前回最優秀主演女優賞を受賞）

## 受賞者

### 最優秀作品賞
- 『万引き家族』

#### 優秀作品賞
- 『カメラを止めるな!』
- 『北の桜守』
- 『孤狼の血』
- 『空飛ぶタイヤ』

### 最優秀アニメーション作品賞
- 『未来のミライ』

#### 優秀アニメーション作品賞
- 『ドラゴンボール超 ブロリー』
- 『ペンギン・ハイウェイ』
- 『名探偵コナン ゼロの執行人』
- 『若おかみは小学生!』

### 最優秀監督賞
- 是枝裕和『万引き家族』

#### 優秀監督賞
- 上田慎一郎『カメラを止めるな!』
- 白石和彌『孤狼の血』
- 滝田洋二郎『北の桜守』
- 本木克英『空飛ぶタイヤ』

### 最優秀脚本賞
- 是枝裕和『万引き家族』

#### 優秀脚本賞
- 池上純哉『孤狼の血』
- 上田慎一郎『カメラを止めるな!』
- 那須真知子『北の桜守』
- 林民夫『空飛ぶタイヤ』

### 最優秀主演男優賞
- 役所広司『孤狼の血』

#### 優秀主演男優賞
- 岡田准一『散り椿』
- 舘ひろし『終わった人』
- 濱津隆之『カメラを止めるな!』
- リリー・フランキー『万引き家族』

### 最優秀主演女優賞
- 安藤サクラ『万引き家族』

#### 優秀主演女優賞
- 黒木華『日日是好日』
- 篠原涼子『人魚の眠る家』
- 松岡茉優『勝手にふるえてろ』
- 吉永小百合『北の桜守』

### 最優秀助演男優賞
- 松坂桃李『孤狼の血』

#### 優秀助演男優賞
- 岸部一徳『北の桜守』
- ディーン・フジオカ『空飛ぶタイヤ』
- 西島秀俊『散り椿』
- 二宮和也『検察側の罪人』

### 最優秀助演女優賞
- 樹木希林『万引き家族』

#### 優秀助演女優賞
- 篠原涼子『北の桜守』
- 深田恭子『空飛ぶタイヤ』
- 真木よう子『孤狼の血』
- 松岡茉優『万引き家族』
- 樹木希林『日日是好日』

### 最優秀撮影賞
- 近藤龍人『万引き家族』

#### 優秀撮影賞
- 木村大作『散り椿』
- 曽根剛『カメラを止めるな!』
- 灰原隆裕『孤狼の血』
- 浜田毅『北の桜守』

### 最優秀照明賞
- 藤井勇『万引き家族』

#### 優秀照明賞
- 宗賢次郎『散り椿』
- 川井稔『孤狼の血』
- 高屋齋『北の桜守』

### 最優秀音楽賞
- 細野晴臣『万引き家族』

#### 優秀音楽賞
- 小椋佳、星勝、海田庄吾『北の桜守』
- 加古隆『散り椿』
- 鈴木伸宏、伊藤翔磨、永井カイル『カメラを止めるな!』
- 安川午朗『孤狼の血』
- 安川午朗『空飛ぶタイヤ』

### 最優秀美術賞
- 今村力『孤狼の血』

#### 優秀美術賞
- 西村貴志『空飛ぶタイヤ』
- 原田満生『散り椿』
- 部谷京子『北の桜守』
- 三ツ松けいこ『万引き家族』

### 最優秀録音賞
- 浦田和治『孤狼の血』

#### 優秀録音賞
- 小野寺修『北の桜守』
- 栗原和弘『空飛ぶタイヤ』
- 古茂田耕吉『カメラを止めるな!』
- 冨田和彦『万引き家族』

### 最優秀編集賞
- 上田慎一郎『カメラを止めるな!』

#### 優秀編集賞
- 加藤ひとみ『孤狼の血』
- 川瀬功『空飛ぶタイヤ』
- 是枝裕和『万引き家族』
- 李英美『北の桜守』

### 最優秀外国作品賞
- 『ボヘミアン・ラプソディ』

#### 優秀外国作品賞
- 『グレイテスト・ショーマン』
- 『シェイプ・オブ・ウォーター』
- 『スリー・ビルボード』
- 『ミッション:インポッシブル/フォールアウト』

### 話題賞

#### 俳優部門
- 伊藤健太郎 『コーヒーが冷めないうちに』

#### 作品部門
- 『カメラを止めるな!』

### 新人俳優賞
- 上白石萌歌『羊と鋼の森』
- 趣里『生きてるだけで、愛。』
- 平手友梨奈『響 -HIBIKI-』
- 芳根京子『累 -かさね-』『散り椿』
- 伊藤健太郎『コーヒーが冷めないうちに』
- 中川大志『坂道のアポロン』『覚悟はいいかそこの女子。』
- 成田凌『スマホを落としただけなのに』『ビブリア古書堂の事件手帖』
- 吉沢亮『リバーズ・エッジ』

### 会長功労賞
- 岡田茉莉子
- 岸惠子
- 佐藤純彌
- 吉田喜重

### 会長特別賞
- 高畑勲
- 星由里子
- 津川雅彦
- 樹木希林
- 吉田貞次
- 黒澤満

### 協会特別賞
- 大塚康生
- 金田正
- 櫻井勉
- 千代田圭介

## 追悼
- 沢島忠
- 木下忠司
- 橋本忍
- 流政之（特別追悼）

## 授賞式中継
いずれの放送も授賞式部分は事前録画（ラジオは録音）だが、スタジオ部分は生放送となる。時間はJST。

### テレビ
- 日本テレビ系列（地上波）[3]
  - 3月1日（金）21:00 - 22:54
  - スタジオ部分にはナビゲーターとして坂上忍（俳優・タレント）、進行及び会場でのインタビュアーとして水卜麻美（日本テレビアナウンサー）が出演。
- 日テレプラス（CS放送）
  - 3月2日（土）21:00 - 23:00（地上波版の再放送）
  - 3月17日（日）21:00 - 24:30（未公開シーンを加えた完全版）

### ラジオ
- ニッポン放送（NRN系列18局ネット）[4]
  - 3月1日（金）22:00[5] - 24:00[6] 『オールナイトニッポンGOLD〜第42回日本アカデミー賞スペシャル〜』として放送。
  - スタジオ部分にはパーソナリティ及び会場でのインタビュアーとして八木亜希子（フリーアナウンサー・女優）[7]、アシスタントとしてひろたみゆ紀（ニッポン放送アナウンサー）が出演。
  - 翌日の『八木亜希子 LOVE&MELODY』では本放送で語りきれなかったエピソードを放送。